# حلقة قسمة
حلقة قسمة، وتسمى أيضًا حقل متخالف (بالإنجليزية: skew field)‏، في الجبر هي حلقة يمكن فيها إجراء عملية القسمة. بشكل أكثر تحديدًا، هي حلقة غير صفرية فيها كل عنصر غير صفري a يوجد له مقلوب يرمز له بـ a–1 بحيث أن حاصل ضرب العنصر في مقلوبه يساوي واحد على النحو التالي aa–1 = a–1a = 1. لذا يمكن تعريف القسمة على الشكل التالي a / b = a'b–1، ولكن بشكل عام لا يحبذ استخدامه حيث قد نرى أن ab–1 ≠ b–1a.
حلقة القسمة بشكل عام هي حلقة لا تبادلية. تكون تبادلية إذا وفقط إذا كانت حقلاً، وفي هذه الحالة نادرًا ما يستخدم مصطلح «حلقة القسمة»، لكن خصائص حلقات القسمة تظل صحيحة حتى لو كانت تبادلية أو في إثبات أن «حلقة قسمة» معينة هي تبادلية. على سبيل المثال، تؤكد نظرية ويديربورن الصغرى "Wedderburn's little theorem" أن جميع حلقات القسمة المنتهية هي حلقات تبادلية وبالتالي حقول منتهية.
تاريخيًا كان يشار لحلقات القسمة أحيانًا باسم الحقول، بينما كانت الحقول تسمى «الحقول التبادلية». في بعض اللغات، كالفرنسية، تُستخدم الكلمة المكافئة لكلمة حقل ("corps") لكل من الحالات التبادلية وغير التبادلية، ويتم التمييز بين الحالتين عن طريق إضافة صفات مثل "corps commutatif" (حقل تبادلي) أو "corps gauche" (حقل متخالف).
جميع حلقات القسمة هي حلقات بسيطة. وهذا يعني عدم وجود مثالي ذي وجهين بجانب المثالي الصفري [الإنجليزية] ونفسها.

## أمثلة
- كما ذُكِرَ بالأعلى، فإن جميع الحقول هي حلقات قسمة.
- الكواتيرنيون تشكل حلقة قسمة غير تبادلية.
- مجموعة الكواتيرنيون الفرعية a + bi + cj + dk، حيث a و b و c و d من حقل فرعي ثابت من الأعداد الحقيقية، هي حلقة قسمة غير تبادلية. لو أن هذا الحقل الفرعي من الأعداد الكسرية، فتصبح حلقة قسمة كواتيرنيون كسرية.